# Fiordo de Uummannaq
El fiordo de Uummannaq (en danés: Uummannaq Fjord) es un gran sistema de fiordos de  la parte norte de la costa occidental de Groenlandia, el mayor después del fiordo de Kangertittivaq, localizado en el este de Groenlandia.  Tiene una orientación sensiblemente sureste a oeste-noroeste, desembocando en el noroeste de la bahía de Baffin.

## Geografía
Con la excepción de la costa suroeste, formada por la península de Nuussuaq, el fiordo de Uummannaq tiene una costa desarrollada, con muchas bahías, islas y penínsulas.

### Fiordos tributarios
De sur a norte:

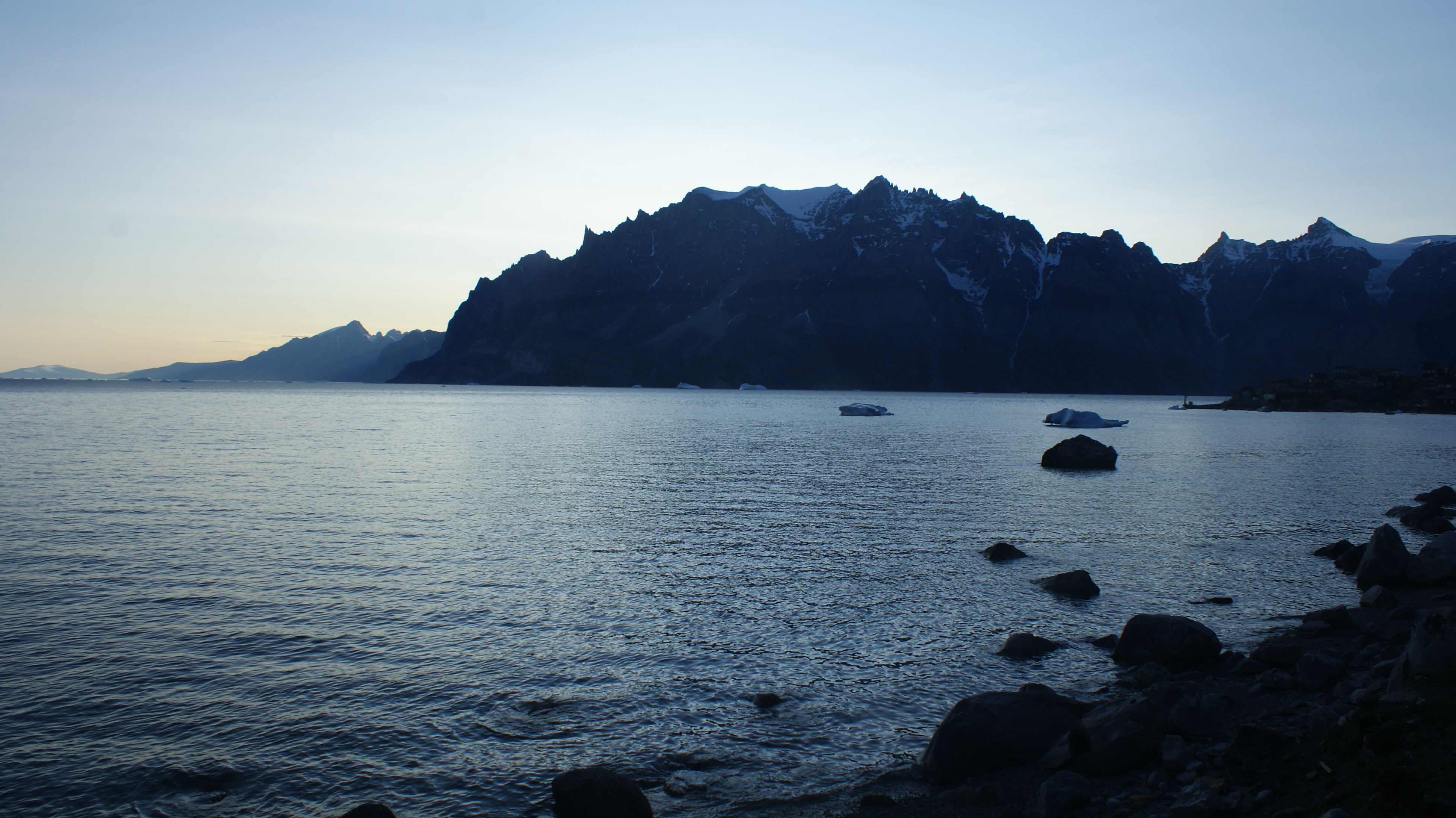
Noreste Uummannaq fiordo está limitada por las paredes escarpadas de las montañas, algunos de casi 2000 metros de alturaNortheastern Uummannaq Fjord is bounded by steep mountain walls, some nearly 2000 metres high

- fiordo Ikerasak (en groenlandés: Ikerasaup Sullua, también fiordo helado Qarajaq (Icefjord)) −la parte más interior del fiordo en la base de la península Nuussuaq. Store Gletscher fluye desde la Greenland Ice Sheet vaciándose en el fiordo Ikerasak.

- Qaraassap Imaa − un fiordo tributario que desemboca en el fiordo Ikerasak desde el norte, entre la punta Qaraasap Nunataa, en el sureste, y la península de Drygalski, en el noroeste. Lille Gletscher fluye desde la desembocadura del manto de hielo en Qaraasaap IMAA.

- Sermillip Kangerlua −  un fiordo tributario con varias entradas propias, que desemboca en el brazo principal del fiordo de Uummannaq desde el este, al sureste de la isla Salliaruseq.  Desde el sur, limita con la península Drygalski.  Desde el norte, limita con el península Itillarssuup Qaqaa.

- Itillarsuup Kangerlua −  un largo fiordo tributario que desemboca en el brazo principal del fiordo de Uummannaq desde el este.  Desde el suroeste, limita con la península Itillarsuup Qaqaa.  Desde el noreste, colinda con la envolvente interior de la isla de Groenlandia, con los glaciares Kangilleq y Sermeq Sillarleq  desembocando en él.  Desde el norte, limita con la larga península de Ukkusissat. La isla Appat se encuentra en la desembocadura del fiordo, separada de la península Ukkusissat por el estrecho de Torsukattak, una extensión de Itillarsuup Kangerlua.

- Perlerfiup Kangerlua − un largofiordo tributario que desemboca en la parte noreste del fiordo de Uummannaq.  Desde el sur limita con la península Ukkusissat.  Desde el norte está limitado por la península Perlerfiup Nunaa.

### Islas

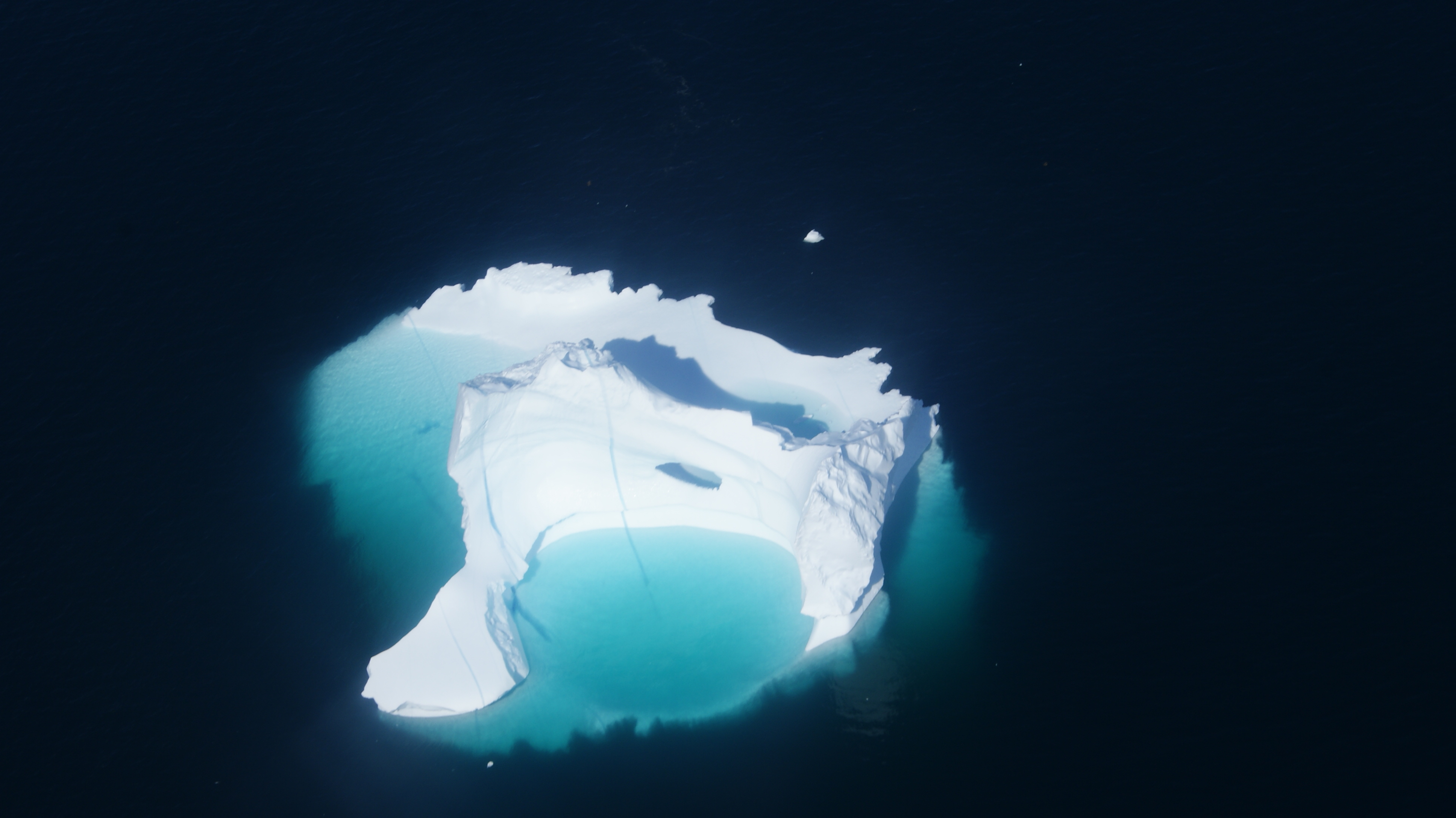
En el verano, muchos pequeños icebergs y témpanos flotan libremente en el fiordo de Uummannaq

Las siguientes son las principales islas del fiordo de Uummannaq:
- isla Appat, de 211 km²;
- isla Ikerasak;
- isla Illorsuit, de 468 km²;
- isla Saattut;
- isla Salleq;
- isla Salliaruseq, de 130 km²;
- isla Talerua;
- isla Upernivik, con 540 km², la isla más grande;[2]
- isla Uummannaq, con 12 km², dominada por la prominente montaña Uummannaq;

## Asentamientos

### Prehistoria

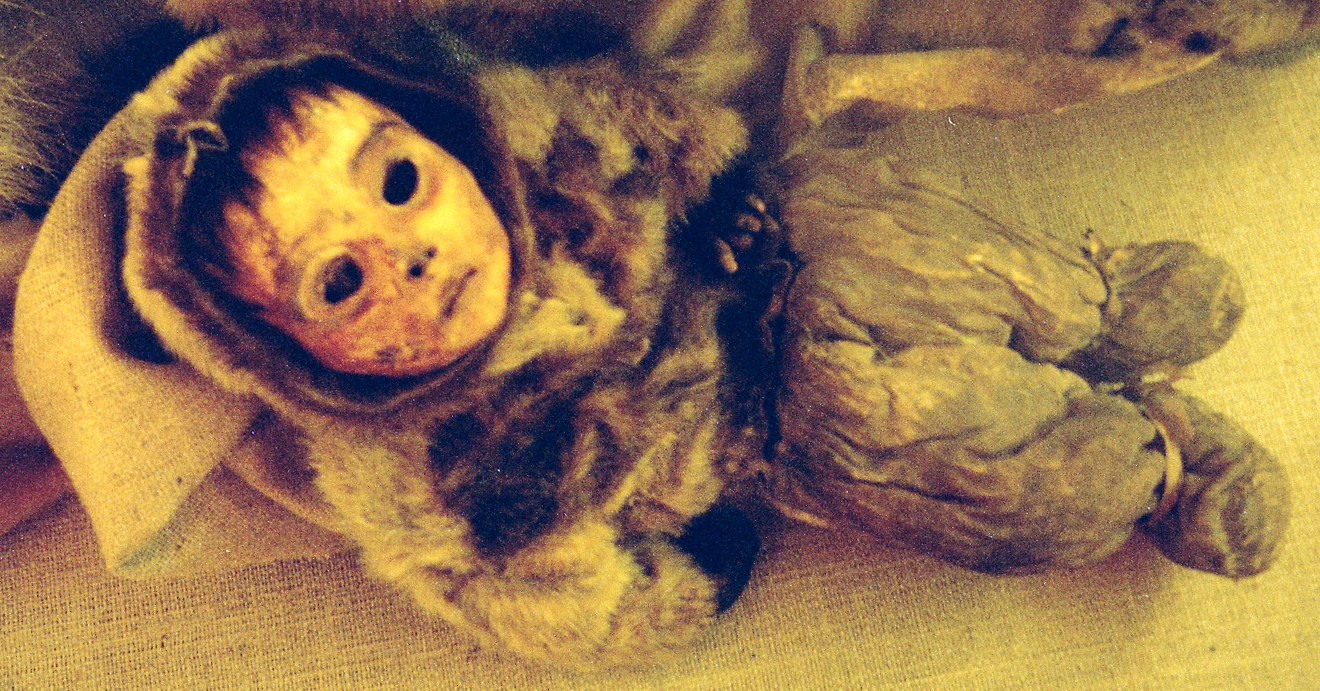
La momia de un niño de seis meses encontrada en Qilakitsoq

Abrigado de los vientos costeros por las altas y glaciadas montañas de la península Nuussuaq, la zona del fiordo de Uummannaq es considerada el lugar más soleado de Groenlandia. Las condiciones atmosféricas favorables, los buenos puertos y la proximidad a la ruta de la costa hizo que el sistema de fiordos fuera atractivo para numerosas migraciones meridionales de los inuit en el pasado; en el área ha habido asentamientos y reasentamientos durante los últimos 4.500 años.

### Excavaciones en Qilakitsoq

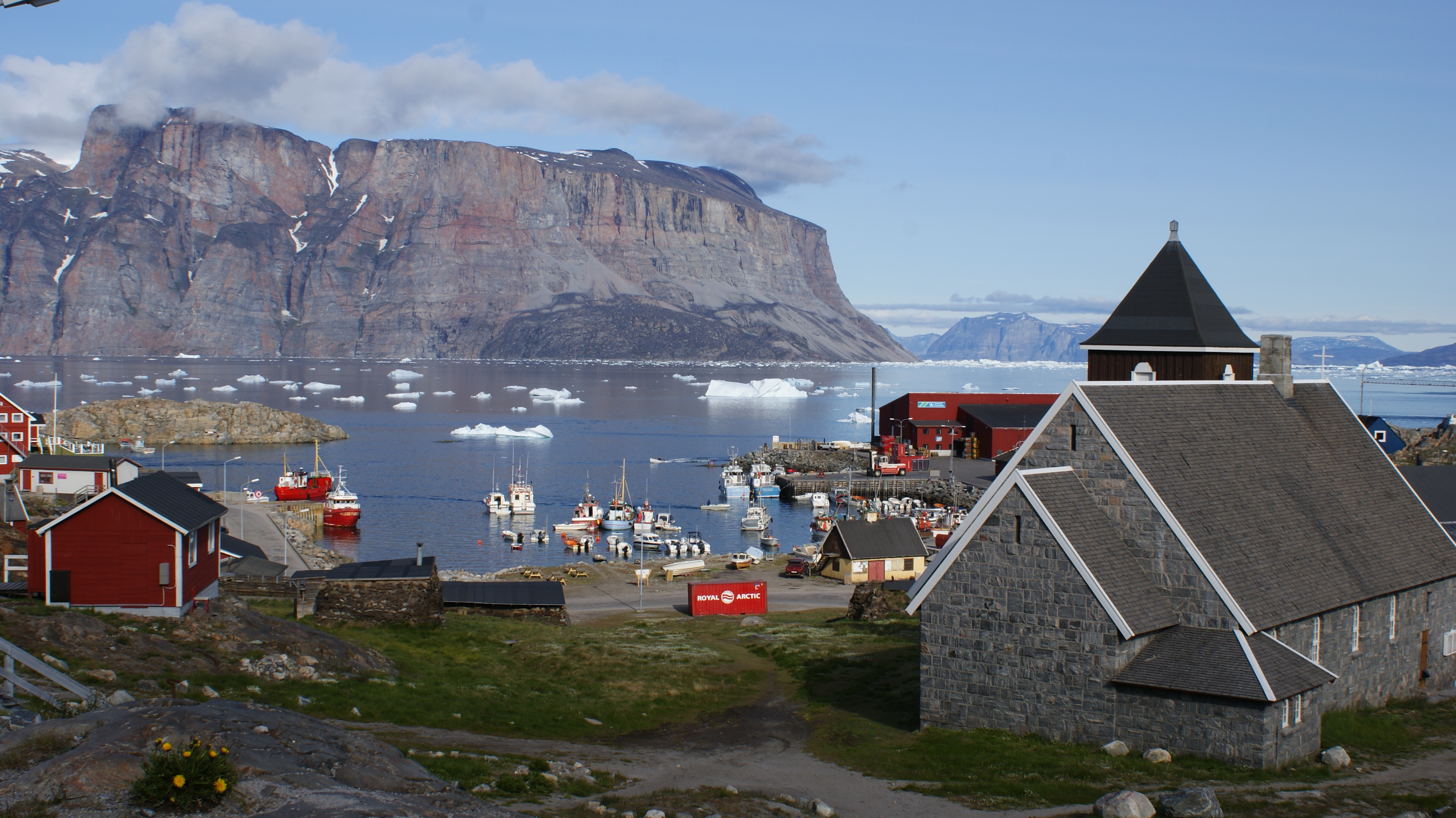
La ciudad de Uummannaq es el asentamiento más grande en el área

Las excavaciones arqueológicas en Qilakitsoq en la costa noreste de la península de Nuussuaq al sur de la isla de Uummannaq revelaron la existencia de una antigua cultura del Ártico, llamado más tarde cultura Saqqaq, que habitaron la zona centrooriental de Groenlandia, entre 2500 y el 800 a. C.
El estudio reciente de muestras de ADN de cabello humano sugiere que los antiguos habitantes de Saqqaq llegaron de Siberia, hace unos 5.500 años e independientemente de la migración que dio origen a los modernos nativos americanos y los inuit.

### Asentamientos modernos
El principal asentamiento urbano hoy es Uummannaq, una vez que un centro administrativo de un municipio que comprendía el área de drenaje del fiordo de Uummannaq, y que ahora es parte del municipio Qaasuitsup del noroeste de Groenlandia, el municipio más grande del país. Ikerasak, Illorsuit, Nuugaatsiaq y Saattut son pequeños asentamientos isleños, mientras que Ukkusissat se encuentra en la parte continental, en la parte interior del fiordo.
La costa nordeste de la península de Nuussuaq está escasamente habitada o deshabitada en el sur, siendo  Qaarsut y Niaqornat,  cerca de la desembocadura del fiordo, los únicos establecimientos. La  península Sigguup Nunaay las tierras adyacentes entre la boca del fiordo y el archipiélago Upernavik en el norte están deshabitadas.

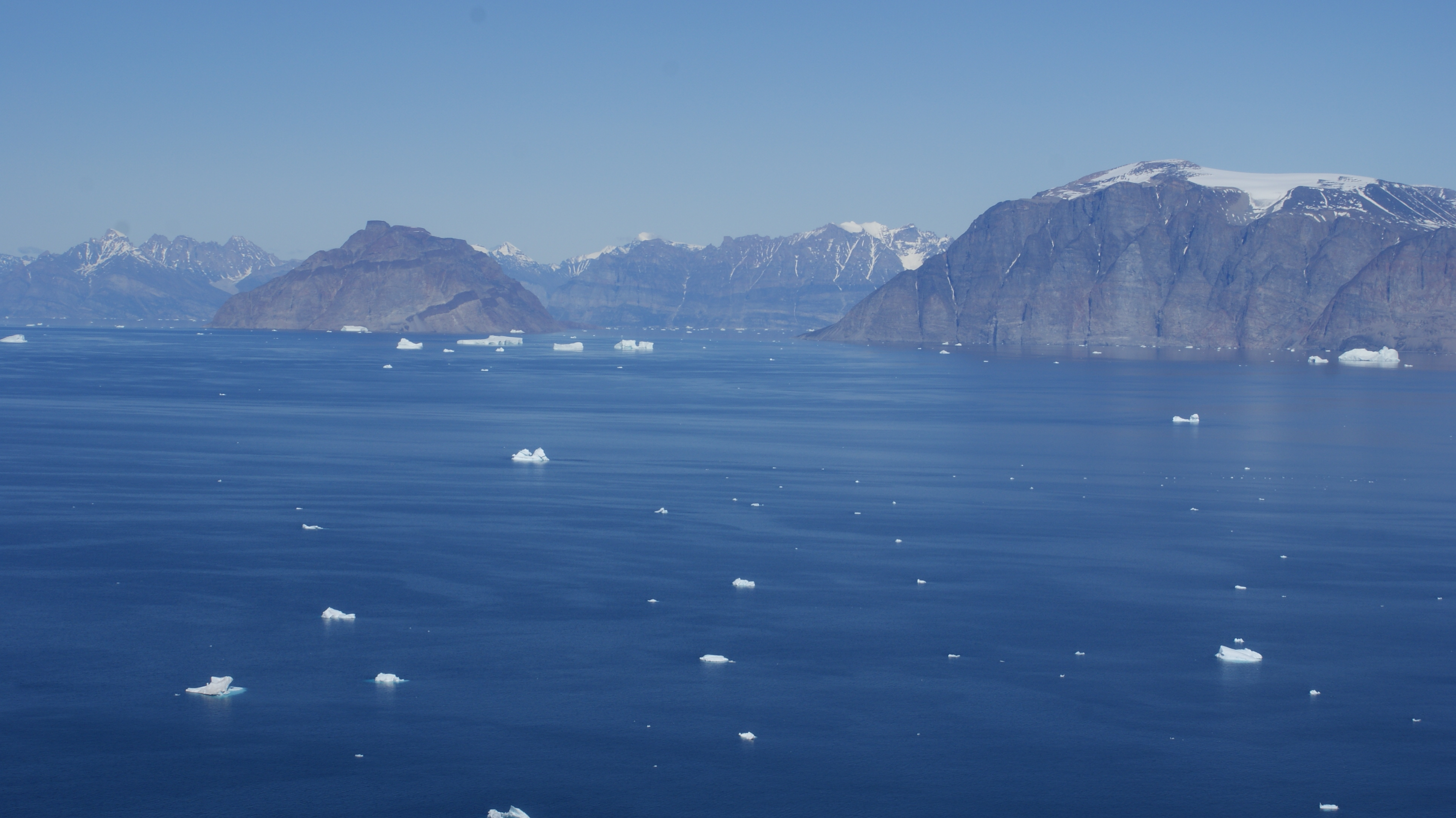
Vista aérea de la expansión central del fiordo de Uummannaq, con la isla Salleq, la isla Appat y Nunaa Perlerfiup en el fondo

| Asentamiento | Latitud N | Longitud W | Población | Notas                                                    |
| ------------ | --------- | ---------- | --------- | -------------------------------------------------------- |
| Nuugaatsiaq  | 71°32'06  | 53°12'45   | 94        | El asentamiento más septentrional                        |
| Illorsuit    | 71°14'30  | 53°34'00   | 99        |                                                          |
| Ukkusissat   | 71°02'57  | 51°53'15   | 184       |                                                          |
| Saattut      | 70°48'42  | 51°38'00   | 243       |                                                          |
| Niaqornat    | 70°47'20  | 53°39'50   | 68        | El asentamiento más pequeño                              |
| Qaarsut      | 70°43'55  | 52°38'15   | 200       | Alberga el único aeropuerto en el área                   |
| Uummannaq    | 70°40'29  | 52°07'35   | 1500      | La única ciudad de cualquier tamaño y un centro cultural |
| Ikerasak     | 70°30'10  | 51°18'10   | 261       | El asentamiento más meridional                           |